# Sophie de Brunswick-Lunebourg (1563-1639)
Pour les articles homonymes, voir Sophie de Brunswick-Lunebourg.
Sophie de Brunswick-Lunebourg (30 octobre 1563 - 14 janvier 1639) est une membre de la Maison de Brunswick-Lunebourg et margravine de Brandebourg-Ansbach et de Brandebourg-Kulmbach et duchesse de Krnov par mariage.

## Biographie
Sophie est l'aînée des enfants du duc Guillaume de Brunswick-Lunebourg (1535-1592) de son mariage avec Dorothée de Danemark, fille du roi Christian III de Danemark.
Le 3 mai 1579, elle épouse le margrave Georges-Frédéric Ier de Brandebourg-Ansbach (1539-1603) à Dresde. George Frédéric est le dernier de la branche aînée des Hohenzollern et est simultanément Margrave de la Principauté d'Ansbach et de Kulmbach, duc silésien du Duché de Krnov tuteur et administrateur du Duché de Prusse. En tant que tel, il est  une figure puissante de son temps. Sa première femme, Élisabeth de Brandebourg-Küstrin, est morte en 1578, et comme son premier mariage est resté sans enfant, son héritage devait être réglementé par le Traité de Gera. L'absence d'enfants de Sophie motive son mari à suivre la politique de l'ensemble de la Maison de Hohenzollern.
Après la mort de son mari en 1604, Sophie retourne dans sa famille. Elle survit 36 ans à son mari. Sophie séjourne souvent à Nuremberg avec ses sœurs Clara, comtesse de Schwarzbourg, et Sibylle, duchesse de Brunswick-Dannenberg. Elle est morte à Nuremberg, en 1639, et est enterrée dans l'Église St Lorenz.
Le portail Renaissance du château de Wülzburg montre le blason de George Frédéric à côté de Sophie.